# Weißbauch-Uferwipper
Der Weißbauch-Uferwipper (Cinclodes palliatus) ist eine Vogelart aus der Gattung der Uferwipper (Cinclodes) in der Familie der Töpfervögel (Furnariidae), die in Peru vorkommt.

## Merkmale
Der Weißbauch-Uferwipper erreicht eine Körperlänge von 23 bis 24 cm und ein Gewicht von 99 bis 109 g. Der Schnabel ist lang und die Unterseite ist leuchtend weiß. Der Zügelbereich ist schwärzlich, die Ohrdecken sind graubraun und der Wangenbereich weiß. Der Scheitel ist gräulich. Rücken, Bürzel und Oberschwanzdecken sind satt braun. Die dunkelbraunen Flügeldecken haben sattbraune Säume. Die schwärzlichen Schwungfedern habe eine weißliche Basis, die eine auffällige weiße Flügelbinde bildet. Der schwarze Schwanz ist rundlich. An den drei äußeren Steuerfedern sind schmale weißliche Spitzen. Die Unterseite ist rein weiß. Die Iris ist dunkelbraun. Der Schnabel ist schwarz. Fußwurzel und Zehen sind schwarz. Die Geschlechter sehen gleich aus. Die juvenilen Vögel sind unbeschrieben. Die immaturen Vögel haben kastanienbraune Ohrdecken sowie eine hellere und braunere Krone.

## Lautäußerungen
Der Gesang ist ein langer Triller, der 7 bis 8 Sekunden andauert. Der Ruf ist ein lautes check oder chipe.

## Lebensraum
Der Weißbauch-Uferwipper bewohnt Moore mit kurzem Gras und Distichia-Polstern oder angrenzendes Puna-Grasland, mit felsigen Hängen und Gletschern in Höhenlagen von 4400 bis 5000 m.

## Verbreitung

Verbreitungsgebiet des Weißbauch-Uferwippers

Der Weißbauch-Uferwipper kommt in den Hochanden von Zentral-Peru, insbesondere in den Provinzen Junín, Lima und früher auch in Huancavelica, vor.

## Nahrungsverhalten
Die Nahrung besteht hauptsächlich aus wirbellosen Tieren, insbesondere aus Würmern. Auch ein kleiner Frosch wurde dokumentiert. Der Weißbauch-Uferwipper geht einzeln oder paarweise auf Nahrungssuche. Er sammelt wirbellose Tiere vom Boden, von niedriger Vegetation oder vom Wasserrand.

## Fortpflanzungsverhalten
Das erste Nest wurde Anfang November 2002 gefunden. Es wurde aus Pflanzenmaterial und Federn gebaut und zwischen Steinen neben einer neuen Straße platziert. Zwei Küken flatterten Mitte Dezember um das Nest herum und wurden Anfang Januar 2003 von ihren Eltern mit Insekten gefüttert.

## Gefährdung
Bis zum Jahr 2000 stand der Weißbauch-Uferwipper in der Kategorie „gefährdet“ (vulnerable) der IUCN Red List. Im Jahr 2004 wurde der Status auf „stark gefährdet“ (endangered)  und im Jahr 2010 auf „vom Aussterben bedroht“ (critically endangered) geändert. Die Art ist sehr selten und hat ein kleines geografisches Verbreitungsgebiet. Zwischen 1952 und 2008 stammten die meisten Nachweise von sechs Fundorten, die alle in einem Gebiet von ca. 24 km Durchmesser in der Cordillera Huayhuash an der Grenze zwischen Junín und Lima dokumentiert wurden. Seit 1978 gibt es, trotz mehrfacher Suche, keine Nachweise aus anderen Gebieten, in denen das Vorkommen früher bekannt war, insbesondere in der Provinz Huancavelica. Einen Nachweis gibt es aus dem Nationalreservat Junín. Bei Zählungen in den Jahren 2008 bis 2011 wurden 113 Individuen in 18 Mooren gefunden, was auf eine Gesamtpopulation von weniger als 250 adulten Individuen schließen lässt. Der Weißbauch-Uferwipper hat offenbar sehr spezifische Anforderungen an Mikrohabitate. Hauptbedrohungen stellen die Überweidung des Lebensraums (durch Alpakas, Lamas und Schafe), der Torfabbau für den Gartenbau, der Bergbau sowie die Wasserentnahme zur Bewässerung dar.